# Lista gatunków roślin objętych ścisłą ochroną w Polsce
Lista stanowi zestawienie gatunków roślin i brunatnic (stanowiących protisty roślinopodobne) objętych ścisłą ochroną gatunkową w Polsce. Zestawienie obejmuje gatunki chronione na podstawie rozporządzenia Ministra Środowiska z dnia 9 października 2014 roku w sprawie ochrony gatunkowej roślin wymienione w załączniku nr 1 do tego rozporządzenia (w kolumnie uwagi dodano informacje o wymaganych strefach ochrony zgodnie z załącznikiem nr 4). 

## BrunatnicePhaeophyta
| Nazwa polska             | Nazwa naukowa           | Uwagi                                     | Rok objęcia ochroną po raz pierwszy |                         |
| morszczynowate Fucaceae  | morszczynowate Fucaceae | morszczynowate Fucaceae                   | morszczynowate Fucaceae             | morszczynowate Fucaceae |
| ------------------------ | ----------------------- | ----------------------------------------- | ----------------------------------- | ----------------------- |
| morszczyn pęcherzykowaty | Fucus vesiculosus       | zakazy dotyczą także gospodarki rybackiej | 2004                                |                         |

## KrasnorostyRhodophyta
| Nazwa polska                        | Nazwa naukowa                       | Uwagi                                     | Rok objęcia ochroną po raz pierwszy |                                     |
| hildenbrandiowate Hildenbrandiaceae | hildenbrandiowate Hildenbrandiaceae | hildenbrandiowate Hildenbrandiaceae       | hildenbrandiowate Hildenbrandiaceae | hildenbrandiowate Hildenbrandiaceae |
| ----------------------------------- | ----------------------------------- | ----------------------------------------- | ----------------------------------- | ----------------------------------- |
| hildenbrandia rzeczna               | Hildenbrandtia rivularis            | –                                         | 2004                                |                                     |
| rozróżkowate Ceramiaceae            |                                     |                                           |                                     |                                     |
| rozróżka                            | Ceramium diaphanum                  | zakazy dotyczą także gospodarki rybackiej | 2014                                |                                     |
| rozróżka                            | Ceramium rubrum                     | zakazy dotyczą także gospodarki rybackiej | 2014                                |                                     |
| rozróżka                            | Ceramium tenuicorne                 | zakazy dotyczą także gospodarki rybackiej | 2014                                |                                     |
| widlikowate Furcellariaceae         |                                     |                                           |                                     |                                     |
| widlik                              | Furcellaria fastigiata              | zakazy dotyczą także gospodarki rybackiej | 2004                                |                                     |

## RamieniceCharophyta
| Nazwa polska               | Nazwa naukowa                           | Uwagi                                     | Rok objęcia ochroną po raz pierwszy |                         |
| ramienicowate Characeae    | ramienicowate Characeae                 | ramienicowate Characeae                   | ramienicowate Characeae             | ramienicowate Characeae |
| -------------------------- | --------------------------------------- | ----------------------------------------- | ----------------------------------- | ----------------------- |
| krynicznik ciemny          | Nitella opaca                           | zakazy dotyczą także gospodarki rybackiej | 2004                                |                         |
| krynicznik cieniutki       | Nitella tenuissima                      | –                                         | 2004                                |                         |
| krynicznik malutki         | Nitella confervacea (N. batrachosperma) | zakazy dotyczą także gospodarki rybackiej | 2004                                |                         |
| krynicznik obskubany       | Nitella syncarpa                        | zakazy dotyczą także gospodarki rybackiej | 2004                                |                         |
| krynicznik przezroczysty   | Nitella translucens                     | zakazy dotyczą także gospodarki rybackiej | 2014                                |                         |
| krynicznik smukły          | Nitella gracilis                        | zakazy dotyczą także gospodarki rybackiej | 2004                                |                         |
| krynicznik włosowaty       | Nitella capillaris                      | zakazy dotyczą także gospodarki rybackiej | 2004                                |                         |
| lychnotamnus brodaty       | Lychnothamnus barbatus                  | zakazy dotyczą także gospodarki rybackiej | 2004                                |                         |
| ramienica cienko kolczasta | Chara tenuispina                        | zakazy dotyczą także gospodarki rybackiej | 2004                                |                         |
| ramienica grzywiasta       | Chara crassicaulis                      | zakazy dotyczą także gospodarki rybackiej | 2004                                |                         |
| ramienica grubołodygowa    | Chara filiformis (Ch. jubata)           | zakazy dotyczą także gospodarki rybackiej | 2004                                |                         |
| ramienica miotlasta        | Chara bauerii (Ch. scoparia)            | zakazy dotyczą także gospodarki rybackiej | 2014                                |                         |
| ramienica szczeciniasta    | Chara strigosa                          | zakazy dotyczą także gospodarki rybackiej | 2004                                |                         |
| ramienica szorstka         | Chara aspera                            | zakazy dotyczą także gospodarki rybackiej | 2014                                |                         |
| ramienica wielokolczasta   | Chara polyacantha                       | zakazy dotyczą także gospodarki rybackiej | 2004                                |                         |
| ramienica włochata         | Chara canescens (Ch. crinita)           | zakazy dotyczą także gospodarki rybackiej | 2004                                |                         |
| ramienica zagięta          | Chara connivens                         | zakazy dotyczą także gospodarki rybackiej | 2012                                |                         |
| ramienica zwyczajna        | Chara rudis                             | zakazy dotyczą także gospodarki rybackiej | 2014                                |                         |
| rozsocha skupiona          | Tolypella glomerata                     | zakazy dotyczą także gospodarki rybackiej | 2004                                |                         |
| rozsocha splątana          | Tolypella intricata                     | zakazy dotyczą także gospodarki rybackiej | 2004                                |                         |
| rozsocha wielka            | Tolypella prolifera                     | zakazy dotyczą także gospodarki rybackiej | 2004                                |                         |

## WątrobowceMarchantiophyta
| Nazwa polska                      | Nazwa naukowa              | Uwagi                                                      | Rok objęcia ochroną po raz pierwszy |                         |
| beznerwowate Aneuraceae           | beznerwowate Aneuraceae    | beznerwowate Aneuraceae                                    | beznerwowate Aneuraceae             | beznerwowate Aneuraceae |
| --------------------------------- | -------------------------- | ---------------------------------------------------------- | ----------------------------------- | ----------------------- |
| lśniątka zakrzywiona              | Riccardia incurvata        | zakazy dotyczą także gospodarki rolnej, leśnej i rybackiej | 2004                                |                         |
| lśniątka zatokowa                 | Riccardia chamedryfolia    | –                                                          | 2004                                |                         |
| czarostkowate Fossombroniaceae    |                            |                                                            |                                     |                         |
| czarostka drobna                  | Fossombronia pusilla       | –                                                          | 2014                                |                         |
| czarostka jamkowata               | Fossombronia foveolata     | –                                                          | 2014                                |                         |
| czarostka krzywa                  | Fossombronia incurva       | –                                                          | 2014                                |                         |
| czubkowate Lophoziaceae           |                            |                                                            |                                     |                         |
| czubek delikatny                  | Lophozia laxa              | –                                                          | 2004                                |                         |
| czubek długozębny                 | Lophozia longidens         | –                                                          | 2014                                |                         |
| czubek główkowaty                 | Lophozia capitata          | –                                                          | 2004                                |                         |
| czubek Ruthego                    | Lophozia rutheana          | –                                                          | 2004                                |                         |
| wieloklap Kunzego                 | Barbilophozia kunzeana     | –                                                          | 2004                                |                         |
| zgiętolist nadrzewny              | Anastrophyllum hellerianum | –                                                          | 2004                                |                         |
| głowiakowate Cephaloziaceae       |                            |                                                            |                                     |                         |
| bagniczka drobna                  | Cladopodiella francisci    | –                                                          | 2004                                |                         |
| bagniczka pływająca               | Cladopodiella fluitans     | –                                                          | 2004                                |                         |
| głowiak buławkowaty               | Cephalozia pleniceps       | –                                                          | 2014                                |                         |
| głowiak Loitlesbergera            | Cephalozia loitlesbergeri  | –                                                          | 2014                                |                         |
| głowiak łańcuszkowaty             | Cephalozia catenulata      | –                                                          | 2004                                |                         |
| natorfek nagi                     | Odontoschisma denudatum    | –                                                          | 2004                                |                         |
| natorfek torfowcowy               | Odontoschisma sphagni      | –                                                          | 2004                                |                         |
| jednoczepkowate Haplomitriaceae   |                            |                                                            |                                     |                         |
| jednoczepek Hookera               | Haplomitrium hookeri       | –                                                          | 2004                                |                         |
| manniowate Aytoniaceae            |                            |                                                            |                                     |                         |
| gwiaździanka workowata            | Asterella saccata          | wymaga ochrony czynnej                                     | 2004                                |                         |
| mannia pachnąca                   | Mannia fragrans            | wymaga ochrony czynnej                                     | 2004                                |                         |
| rebulia półkulista                | Reboulia hemisphaerica     | –                                                          | 2014                                |                         |
| miedzikowate Frullaniaceae        |                            |                                                            |                                     |                         |
| miedzik krucholistny              | Frullania fragilifolia     | –                                                          | 2014                                |                         |
| miedzik tamaryszkowy              | Frullania tamarisci        | –                                                          | 2014                                |                         |
| ostroczepkowate Oxymitraceae      |                            |                                                            |                                     |                         |
| ostroczepek łuskowaty             | Oxymitra incrassata        | wymaga ochrony czynnej                                     | 2014                                |                         |
| pallawiciniowate Pallaviciniaceae |                            |                                                            |                                     |                         |
| merkia irlandzka                  | Moerckia hibernica         | –                                                          | 2004                                |                         |
| pallawicinia Lyella               | Pallavicinia lyellii       | –                                                          | 2004                                |                         |
| parzochowate Porellaceae          |                            |                                                            |                                     |                         |
| parzoch pieprzowy                 | Porella arboris-vitae      | –                                                          | 2014                                |                         |
| parzoch szerokolistny             | Porella platyphylla        | –                                                          | 2014                                |                         |
| płożykowate Geocalycaceae         |                            |                                                            |                                     |                         |
| płozikowiec tarczkowaty           | Harpanthus scutatus        | –                                                          | 2014                                |                         |
| płożyk wonny                      | Geocalyx graveolens        | –                                                          | 2004                                |                         |
| wgłębkowate Ricciaceae            |                            |                                                            |                                     |                         |
| wgłębka Hübenera                  | Riccia huebeneriana        | –                                                          | 2004                                |                         |
| wgłębka rzęsista                  | Riccia ciliifera           | wymaga ochrony czynnej                                     | 2004                                |                         |
| wgłębka szara                     | Riccia trichocarpa         | –                                                          | 2004                                |                         |
| widlikowate Metzgeriaceae         |                            |                                                            |                                     |                         |
| widlik krzaczkowaty               | Metzgeria fruticulosa      | –                                                          | 2014                                |                         |
| skapankowate Scapaniaceae         |                            |                                                            |                                     |                         |
| skapanka błotna                   | Scapania paludicola        | –                                                          | 2004                                |                         |
| skapanka spiczasta                | Scapania apiculata         | –                                                          | 2014                                |                         |

## MchyBryophyta
| Nazwa polska                                   | Nazwa naukowa                                      | Uwagi                                                      | Rok objęcia ochroną po raz pierwszy |                            |
| bezlistowate Buxbaumiaceae                     | bezlistowate Buxbaumiaceae                         | bezlistowate Buxbaumiaceae                                 | bezlistowate Buxbaumiaceae          | bezlistowate Buxbaumiaceae |
| ---------------------------------------------- | -------------------------------------------------- | ---------------------------------------------------------- | ----------------------------------- | -------------------------- |
| bezlist okrywowy                               | Buxbaumia viridis                                  | zakazy dotyczą także gospodarki rolnej, leśnej i rybackiej | 2001                                |                            |
| białozębowate Leucodontaceae                   |                                                    |                                                            |                                     |                            |
| jeżolist zwyczajny                             | Antitrichia curtipendula                           | zakazy dotyczą także gospodarki rolnej, leśnej i rybackiej | 2004                                |                            |
| błotniszkowate Helodiaceae                     |                                                    |                                                            |                                     |                            |
| błotniszek wełnisty                            | Helodium blandowii                                 | zakazy dotyczą także gospodarki rolnej, leśnej i rybackiej | 2004                                |                            |
| czarnogłowate Catoscopiaceae                   |                                                    |                                                            |                                     |                            |
| czarnogłów czarniawy                           | Catoscopium nigitum                                | –                                                          | 2014                                |                            |
| drabinowcowate Cinclidiaceae                   |                                                    |                                                            |                                     |                            |
| drabinowiec mroczny                            | Cinclidium stygium                                 | –                                                          | 2004                                |                            |
| krzywoszyjowate Amblystegiaceae                |                                                    |                                                            |                                     |                            |
| bagiennik widłakowaty                          | Pseudocalliergon lycopodioides                     | zakazy dotyczą także gospodarki rolnej, leśnej i rybackiej | 2004                                |                            |
| bagiennik żmijowaty                            | Pseudocalliergon trifarium                         | –                                                          | 2004                                |                            |
| haczykowiec błyszczący (sierpowiec błyszczący) | Hamatocaulis vernicosus (Drepanocladus vernicosus) | zakazy dotyczą także gospodarki rolnej, leśnej i rybackiej | 2001                                |                            |
| krzywoząb podsadnikowy                         | Anacamptodon splachnoides                          | –                                                          | 2004                                |                            |
| mokradłosz Richardsona                         | Calliergon richardsonii                            | –                                                          | 2004                                |                            |
| mokradłosz wielkolistny                        | Calliergon megalophyllum                           | –                                                          | 2004                                |                            |
| sierpowiec włosolistny                         | Drepanocladus capillifolius                        | –                                                          | 2004                                |                            |
| skorpionowiec brunatny                         | Scorpidium scorpioides                             | –                                                          | 2004                                |                            |
| warnstorfia włoskolistna                       | Warnstorfia trichophylla                           | –                                                          | 2004                                |                            |
| krótkoszowate Brachytheciaceae                 |                                                    |                                                            |                                     |                            |
| ostrószek kanaryjski                           | Rhynchostegiella teneriffae                        | –                                                          | 2014                                |                            |
| szydłosz cienki                                | Cirriphyllum tenuicaule                            | –                                                          | 2004                                |                            |
| miecherowate Neckeraceae                       |                                                    |                                                            |                                     |                            |
| miechera pierzasta                             | Neckera pennata                                    | –                                                          | 2004                                |                            |
| miechera wysmukła                              | Neckera pumila                                     | –                                                          | 2004                                |                            |
| nurzypląsowate Cinclidotaceae                  |                                                    |                                                            |                                     |                            |
| nurzypląs czarniawy                            | Cinclidotus riparius                               | –                                                          | 2004                                |                            |
| nurzypląs lancetowaty                          | Cinclidotus fontinaloides                          | –                                                          | 2004                                |                            |
| parzęchlinowate Meesiaceae                     |                                                    |                                                            |                                     |                            |
| mszar krokiewkowaty                            | PaludelIa squarrosa                                | zakazy dotyczą także gospodarki rolnej, leśnej i rybackiej | 2004                                |                            |
| parzęchlin trójrzędowy                         | Meesia triquetra                                   | zakazy dotyczą także gospodarki rolnej, leśnej i rybackiej | 2004                                |                            |
| parzęchlin trzęsawiskowy                       | Meesia uliginosa                                   | –                                                          | 2004                                |                            |
| tępoząb białawy                                | Amblyodon dealbatus                                | –                                                          | 2004                                |                            |
| płaskolistowate Hookeriaceae                   |                                                    |                                                            |                                     |                            |
| płaskolist lśniący                             | Hookeria lucens                                    | –                                                          | 2004                                |                            |
| płaskomerzykowate Plagiomniaceae               |                                                    |                                                            |                                     |                            |
| nibyprątnik torfowy                            | Pseudobryum cinclidioides                          | –                                                          | 2004                                |                            |
| podsadnikowate Splachnaceae                    |                                                    |                                                            |                                     |                            |
| podsadnik kulisty                              | Splachnum sphaericum                               |                                                            | 2004                                |                            |
| prątnikowate Bryaceae                          |                                                    |                                                            |                                     |                            |
| prątnik brandenburski                          | Bryum neodamense                                   | –                                                          | 2004                                |                            |
| prątnik jajowaty                               | Bryum subneodamense                                | –                                                          | 2004                                |                            |
| rokietowate Hypnaceae                          |                                                    |                                                            |                                     |                            |
| rokiet łąkowy                                  | Hypnum pratense                                    | –                                                          | 2004                                |                            |
| rokiet płodny                                  | Hypnum fertile                                     | –                                                          | 2014                                |                            |
| skrętkowate Funariaceae                        |                                                    |                                                            |                                     |                            |
| bezrąbek czterokanciasty                       | Pyramidula tetragona                               | –                                                          | 2001                                |                            |
| czarecznik zaostrzony                          | Physcomitrium acuminatum                           | –                                                          | 2014                                |                            |
| skrzydlikowate Fissidentaceae                  |                                                    |                                                            |                                     |                            |
| skrzydlik studziennik                          | Fissidens fontanus                                 | –                                                          | 2004                                |                            |
| skrzydlik tęgoszczecinowy                      | Fissidens crassipes                                | –                                                          | 2004                                |                            |
| strzechwowate Grimmiaceae                      |                                                    |                                                            |                                     |                            |
| rozłupek wiotki                                | Schistidium flaccidum                              | –                                                          | 2004                                |                            |
| szurpkowate Orthotrichaceae                    |                                                    |                                                            |                                     |                            |
| nastroszek amerykański                         | Ulota hutchinsiae                                  | –                                                          | 2004                                |                            |
| nastroszek długoszypułkowy                     | Ulota coarctata                                    | –                                                          | 2004                                |                            |
| nastroszek Drummonda                           | Ulota drummondii                                   | –                                                          | 2004                                |                            |
| nastroszek morski                              | Ulota phyllantha                                   | –                                                          | 2004                                |                            |
| szurpek szwedzki                               | Orthotrichum scanicum                              | –                                                          | 2004                                |                            |
| zrostniczek wysmukły                           | Zygodon gracilis                                   | –                                                          | 2004                                |                            |
| zrostniczek skalny                             | Zygodon rupestris                                  | –                                                          | 2014                                |                            |
| zrostniczek Stirtona                           | Zygodon stirtonii                                  | –                                                          | 2014                                |                            |
| zrostniczek ząbkowany                          | Zygodon dentatus                                   | –                                                          | 2014                                |                            |
| zrostniczek zielony                            | Zygodon viridissimus                               | –                                                          | 2004                                |                            |
| torfowcowate Sphagnaceae                       |                                                    |                                                            |                                     |                            |
| torfowiec Lindberga                            | Sphagnum lindbergii                                | –                                                          | 2004                                |                            |
| widłozębowate Dicranaceae                      |                                                    |                                                            |                                     |                            |
| krzywoszczeć Schimpera                         | Campylopus schimperi                               | –                                                          | 2014                                |                            |
| widłoząb Bergera                               | Dicranum undulatum                                 | –                                                          | 2004                                |                            |
| widłoząb zielony                               | Dicranum viride                                    | –                                                          | 2001                                |                            |
| zdrojkowate Fontinalaceae                      |                                                    |                                                            |                                     |                            |
| moczara sierpowata                             | Dichelyma falcatum                                 | zakazy dotyczą także gospodarki rolnej, leśnej i rybackiej | 2004                                |                            |
| moczara włoskowata (żaglik włoskowaty)         | Dichelyma capillaceum                              | zakazy dotyczą także gospodarki rolnej, leśnej i rybackiej | 2001                                |                            |
| zdrojek rokietowaty                            | Fontinalis hypnoides                               | zakazy dotyczą także gospodarki rolnej, leśnej i rybackiej | 2004                                |                            |
| zdrojek szwedzki                               | Fontinalis dalecarlica                             | zakazy dotyczą także gospodarki rolnej, leśnej i rybackiej | 2004                                |                            |

## PaprotnikiPteridophyta
| Nazwa polska                    | Nazwa naukowa               | Uwagi | Rok objęcia ochroną po raz pierwszy |                          |
| długoszowate Osmundaceae        | długoszowate Osmundaceae    | długoszowate Osmundaceae | długoszowate Osmundaceae            | długoszowate Osmundaceae |
| ------------------------------- | --------------------------- | --- | ----------------------------------- | ------------------------ |
| długosz królewski               | Osmunda regalis             | zakazy dotyczą także gospodarki rolnej, leśnej i rybackiej | 1946                                |                          |
| marsyliowate Marsileaceae       |                             | |                                     |                          |
| gałuszka kulecznica             | Pilularia globulifera       | wymaga ochrony czynnej, zakazy dotyczą także gospodarki rolnej, leśnej i rybackiej                                                                                     | 2004                                |                          |
| marsylia czterolistna           | Marsilea quadrifolia        | wymaga ochrony czynnej, zakazy dotyczą także gospodarki rolnej, leśnej i rybackiej                                                                                     | 2004                                |                          |
| nerecznicowate Dryopteridaceae  |                             | |                                     |                          |
| paprotnik Brauna                | Polystichum braunii         | – | 2004                                |                          |
| paprotnik kolczysty             | Polystichum aculeatum       | – | 2004                                |                          |
| paprotnik ostry                 | Polystichum lonchitis       | – | 2004                                |                          |
| nasięźrzałowate Ophioglossaceae |                             | |                                     |                          |
| nasięźrzał pospolity            | Ophioglossum vulgatum       | wymaga ochrony czynnej | 2004                                |                          |
| podejźrzon księżycowy           | Botrychium lunaria          | wymaga ochrony czynnej | 2004                                |                          |
| podejźrzon marunowy             | Botrychium matricariifolium | wymaga ochrony czynnej | 2001                                |                          |
| podejźrzon pojedynczy           | Botrychium simplex          | wymaga ochrony czynnej, zakazy dotyczą także gospodarki rolnej, leśnej i rybackiej                                                                                     | 2001                                |                          |
| podejźrzon rutolistny           | Botrychium multifidum       | wymaga ochrony czynnej | 2001                                |                          |
| podejźrzon wirginijski          | Botrychium virginianum      | wymaga ochrony czynnej, zakazy dotyczą także gospodarki rolnej, leśnej i rybackiej                                                                                     | 2004                                |                          |
| poryblinowate Isoëtaceae        |                             | |                                     |                          |
| poryblin jeziorny               | Isoëtes lacustris           | zakazy dotyczą także gospodarki rolnej, leśnej i rybackiej | 1983                                |                          |
| poryblin kolczasty              | Isoëtes echinospora         | zakazy dotyczą także gospodarki rolnej, leśnej i rybackiej. Wymaga wyznaczenia strefy ochrony obejmującej cały zbiornik wodny, w którym występuje                      | 1983                                |                          |
| rozpłochowate Hymenophyllaceae  |                             | |                                     |                          |
| włosocień delikatny             | Trichomanes speciosum       | zakazy dotyczą także gospodarki rolnej, leśnej i rybackiej. Wymaga wyznaczenia strefy ochrony obejmującej stanowisko wraz z ostoją o promieniu do 100 m od jego granic | 2004                                |                          |
| salwiniowate Salviniaceae       |                             | |                                     |                          |
| salwinia pływająca              | Salvinia natans             | – | 1983                                |                          |
| widłakowate Lycopodiaceae       |                             | |                                     |                          |
| widlicz alpejski                | Diphasiastrum alpinum       | zakazy dotyczą także gospodarki rolnej, leśnej i rybackiej | 1946                                |                          |
| widlicz cyprysowy               | Diphasiastrum tristachyum   | – | 1946                                |                          |
| widlicz Isslera                 | Diphasiastrum issleri       | – | 1946                                |                          |
| widlicz Zeillera                | Diphasiastrum zeilleri      | – | 1946                                |                          |
| widłaczek torfowy               | Lycopodiella inundata       | zakazy dotyczą także gospodarki rolnej, leśnej i rybackiej | 1946                                |                          |
| wietlicowate Athyriaceae        |                             | |                                     |                          |
| rozrzutka brunatna              | Woodsia ilvensis            | wymaga ochrony czynnej, zakazy dotyczą także gospodarki rolnej, leśnej i rybackiej                                                                                     | 2004                                |                          |
| zanokcicowate Aspleniaceae      |                             | |                                     |                          |
| języcznik zwyczajny             | Phyllitis scolopendrium     | – | 1957                                |                          |
| zanokcica serpentynowa          | Asplenium adulterinum       | zakazy dotyczą także gospodarki rolnej, leśnej i rybackiej. Wymaga wyznaczenia strefy ochrony obejmującej stanowisko wraz z ostoją o promieniu do 30 m od jego granic  | 2004                                |                          |
| zanokcica klinowata             | Asplenium cuneifolium       | zakazy dotyczą także gospodarki rolnej, leśnej i rybackiej. Wymaga wyznaczenia strefy ochrony obejmującej stanowisko wraz z ostoją o promieniu do 30 m od jego granic  | 2004                                |                          |
| zanokcica ciemna                | Asplenium adiantum-nigrum   | zakazy dotyczą także gospodarki rolnej, leśnej i rybackiej. Wymaga wyznaczenia strefy ochrony obejmującej stanowisko wraz z ostoją o promieniu do 30 m od jego granic  | 2004                                |                          |
| zmienkowate Cryptogrammaceae    |                             | |                                     |                          |
| zmienka górska                  | Cryptogramma crispa         | zakazy dotyczą także gospodarki rolnej, leśnej i rybackiej | 2004                                |                          |

## Rośliny nasienneSpermatophyta
| Nazwa polska                                    | Nazwa naukowa                       | Uwagi | Rok objęcia ochroną po raz pierwszy                             |                          |
| babkowate Plantaginaceae                        | babkowate Plantaginaceae            | babkowate Plantaginaceae | babkowate Plantaginaceae                                        | babkowate Plantaginaceae |
| ----------------------------------------------- | ----------------------------------- | --- | --------------------------------------------------------------- | ------------------------ |
| babka górska                                    | Plantago atrata subsp. carpathica   | zakazy dotyczą także gospodarki rolnej, leśnej i rybackiej | 2014                                                            |                          |
| babka nadmorska                                 | Plantago maritima                   | wymaga ochrony czynnej | 2004                                                            |                          |
| babka pierzasta                                 | Plantago coronopus                  | wymaga ochrony czynnej | 2004                                                            |                          |
| brzeżyca jednokwiatowa                          | Littorella uniflora                 | zakazy dotyczą także gospodarki rolnej, leśnej i rybackiej | 2004                                                            |                          |
| przetacznik zwodny                              | Veronica paniculata                 | wymaga ochrony czynnej | 2014                                                            |                          |
| bagnicowate Scheuchzeriaceae                    |                                     | |                                                                 |                          |
| bagnica torfowa                                 | Scheuchzeria palustris              | – | 2004                                                            |                          |
| baldaszkowate Apiaceae                          |                                     | |                                                                 |                          |
| cieszynianka wiosenna                           | Hacquetia epipactis                 | – | 2004                                                            |                          |
| mikołajek nadmorski                             | Eryngium maritimum                  | – | 1946                                                            |                          |
| przewiercień cienki                             | Bupleurum tenuissimum               | – | 2014                                                            |                          |
| przewiercień długolistny                        | Bupleurum longifolium               | – | 2014                                                            |                          |
| selery węzłobaldachowe                          | Apium nodiflorum                    | zakazy dotyczą także gospodarki rolnej, leśnej i rybackiej | 2004                                                            |                          |
| selery błotne                                   | Apium repens                        | wymaga ochrony czynnej, zakazy dotyczą także gospodarki rolnej, leśnej i rybackiej | 2001                                                            |                          |
| starodub łąkowy                                 | Ostericum palustre                  | wymaga ochrony czynnej, zakazy dotyczą także gospodarki rolnej, leśnej i rybackiej | 2001                                                            |                          |
| bobrkowate Menyanthaceae                        |                                     | |                                                                 |                          |
| grzybieńczyk wodny                              | Nymphoides peltata                  | – | 1983                                                            |                          |
| brzozowate Betulaceae                           |                                     | |                                                                 |                          |
| brzoza karłowata                                | Betula nana                         | wymaga ochrony czynnej, zakazy dotyczą także gospodarki rolnej, leśnej i rybackiej | 1983                                                            |                          |
| brzoza niska                                    | Betula humilis                      | wymaga ochrony czynnej, zakazy dotyczą także gospodarki rolnej, leśnej i rybackiej | 1983                                                            |                          |
| brzoza ojcowska                                 | Betula ×oycoviensis                 | wymaga ochrony czynnej, zakazy dotyczą także gospodarki rolnej, leśnej i rybackiej | 1946                                                            |                          |
| dymnicowate Fumariaceae                         |                                     | |                                                                 |                          |
| kokorycz drobna                                 | Corydalis pumila                    | – | 2004                                                            |                          |
| dziurawcowate Hypericaceae                      |                                     | |                                                                 |                          |
| dziurawiec nadobny                              | Hypericum pulchrum                  | – | 2004                                                            |                          |
| dziurawiec wytworny                             | Hypericum elegans                   | wymaga ochrony czynnej | 2004                                                            |                          |
| dzwonkowate Campanulaceae                       |                                     | |                                                                 |                          |
| dzwonecznik wonny                               | Adenophora liliifolia               | wymaga ochrony czynnej, zakazy dotyczą także gospodarki rolnej, leśnej i rybackiej | 2001                                                            |                          |
| dzwonek boloński                                | Campanula bononiensis               | wymaga ochrony czynnej | 2004                                                            |                          |
| dzwonek brodaty                                 | Campanula barbata                   | – | 2004                                                            |                          |
| dzwonek karkonoski                              | Campanula bohemica                  | wymaga ochrony czynnej, zakazy dotyczą także gospodarki rolnej, leśnej i rybackiej | 2004                                                            |                          |
| dzwonek piłkowany                               | Campanula serrata                   | zakazy dotyczą także gospodarki rolnej, leśnej i rybackiej | 2004                                                            |                          |
| dzwonek syberyjski                              | Campanula sibirica                  | wymaga ochrony czynnej | 2004                                                            |                          |
| fiołkowate Violaceae                            |                                     | |                                                                 |                          |
| fiołek bagienny                                 | Viola uliginosa                     | – | 2004                                                            |                          |
| fiołek mokradłowy                               | Viola stagnina                      | wymaga ochrony czynnej | 2004                                                            |                          |
| fiołek torfowy                                  | Viola epipsila                      | – | 2004                                                            |                          |
| goryczkowate Gentianaceae                       |                                     | |                                                                 |                          |
| centuria nadbrzeżna                             | Centaurium littorale                | – | 2004                                                            |                          |
| goryczka kropkowana                             | Gentiana punctata                   | zakazy dotyczą także gospodarki rolnej, leśnej i rybackiej | 1946                                                            |                          |
| goryczka krótkołodygowa                         | Gentiana clusii                     | zakazy dotyczą także gospodarki rolnej, leśnej i rybackiej | 1946                                                            |                          |
| goryczka krzyżowa                               | Gentiana cruciata                   | wymaga ochrony czynnej | 1946                                                            |                          |
| goryczka przezroczysta                          | Gentiana frigida                    | zakazy dotyczą także gospodarki rolnej, leśnej i rybackiej | 1946                                                            |                          |
| goryczka śniegowa                               | Gentiana nivalis                    | zakazy dotyczą także gospodarki rolnej, leśnej i rybackiej | 1946                                                            |                          |
| goryczka wąskolistna                            | Gentiana pneumonanthe               | wymaga ochrony czynnej | 1946                                                            |                          |
| goryczka wiosenna                               | Gentiana verna                      | zakazy dotyczą także gospodarki rolnej, leśnej i rybackiej | 1946                                                            |                          |
| goryczuszka bałtycka                            | Gentianella baltica                 | wymaga ochrony czynnej | 1946                                                            |                          |
| goryczuszka błotna                              | Gentianella uliginosa               | wymaga ochrony czynnej | 1946                                                            |                          |
| goryczuszka czeska                              | Gentianella bohemica                | wymaga ochrony czynnej, zakazy dotyczą także gospodarki rolnej, leśnej i rybackiej | 1946                                                            |                          |
| goryczuszka gorzkawa                            | Gentianella amarella                | – | 1946                                                            |                          |
| goryczuszka lodnikowa                           | Gentianella tenella                 | zakazy dotyczą także gospodarki rolnej, leśnej i rybackiej | 1957                                                            |                          |
| goryczuszka polna                               | Gentianella campestris              | wymaga ochrony czynnej | 1946                                                            |                          |
| goryczuszka Wettsteina                          | Gentianella germanica               | wymaga ochrony czynnej | 1946                                                            |                          |
| niebielistka trwała                             | Swertia perennis                    | wymaga ochrony czynnej | 1983                                                            |                          |
| goździkowate Caryophyllaceae                    |                                     | |                                                                 |                          |
| goździk kosmaty                                 | Dianthus armeria                    | wymaga ochrony czynnej | 1995                                                            |                          |
| goździk lodowcowy                               | Dianthus glacialis                  | zakazy dotyczą także gospodarki rolnej, leśnej i rybackiej | 1995                                                            |                          |
| goździk lśniący                                 | Dianthus nitidus                    | zakazy dotyczą także gospodarki rolnej, leśnej i rybackiej | 1995                                                            |                          |
| goździk okazały                                 | Dianthus speciosus                  | zakazy dotyczą także gospodarki rolnej, leśnej i rybackiej | 1995                                                            |                          |
| goździk pyszny                                  | Dianthus superbus                   | wymaga ochrony czynnej | 1995                                                            |                          |
| goździk siny                                    | Dianthus gratianopolitanus          | wymaga ochrony czynnej | 1995                                                            |                          |
| gwiazdnica grubolistna                          | Stellaria crassifolia               | zakazy dotyczą także gospodarki rolnej, leśnej i rybackiej | 2014                                                            |                          |
| nadbrzeżyca nadrzeczna                          | Corrigiola litoralis                | wymaga ochrony czynnej, zakazy dotyczą także gospodarki rolnej, leśnej i rybackiej | 2004                                                            |                          |
| gruboszowate Crassulaceae                       |                                     | |                                                                 |                          |
| rojnik górski                                   | Sempervivum montanum                | – | 1983                                                            |                          |
| rojownik pospolity                              | Jovibarba sobolifera                | – | 1995                                                            |                          |
| rojownik włochaty                               | Jovibarba hirta                     | – | 1995                                                            |                          |
| uwroć wodna                                     | Crassula aquatica                   | zakazy dotyczą także gospodarki rolnej, leśnej i rybackiej | 2014                                                            |                          |
| grzybieniowate Nymphaeaceae                     |                                     | |                                                                 |                          |
| grążel drobny                                   | Nuphar pumila                       | – | 1983                                                            |                          |
| jaskrowate Ranunculaceae                        |                                     | |                                                                 |                          |
| ciemiernik czerwonawy                           | Helleborus purpurascens             | zakazy dotyczą także gospodarki rolnej, leśnej i rybackiej | 2004                                                            |                          |
| jaskier illiryjski                              | Ranunculus illyricus                | wymaga ochrony czynnej | 2004                                                            |                          |
| miłek wiosenny                                  | Adonis vernalis                     | wymaga ochrony czynnej | 1946                                                            |                          |
| pełnik alpejski                                 | Trollius altissimus                 | wymaga ochrony czynnej | 1946 (z wyjątkiem lat 1983-2001)                                |                          |
| pełnik europejski                               | Trollius europaeus                  | wymaga ochrony czynnej | 1946                                                            |                          |
| powojnik prosty                                 | Clematis recta                      | – | 1983                                                            |                          |
| sasanka alpejska                                | Pulsatilla alba                     | wymaga ochrony czynnej | 1946                                                            |                          |
| sasanka łąkowa                                  | Pulsatilla pratensis                | wymaga ochrony czynnej | 1946                                                            |                          |
| sasanka otwarta                                 | Pulsatilla patens                   | wymaga ochrony czynnej, zakazy dotyczą także gospodarki rolnej, leśnej i rybackiej | 1946                                                            |                          |
| sasanka słowacka                                | Pulsatilla slavica                  | wymaga ochrony czynnej, zakazy dotyczą także gospodarki rolnej, leśnej i rybackiej | 1946                                                            |                          |
| sasanka wiosenna                                | Pulsatilla vernalis                 | wymaga ochrony czynnej | 1946                                                            |                          |
| tojad                                           | Aconitum lycoctonum                 | – | 1983 (z wyjątkiem lat 2001-2004)                                |                          |
| tojad lisi                                      | Aconitum vulparia                   | – | 1983                                                            |                          |
| tojad mocny                                     | Aconitum firmum                     | – | 1983                                                            |                          |
| tojad mołdawski                                 | Aconitum moldavicum                 | – | 1983                                                            |                          |
| tojad mocny morawski                            | Aconitum firmum subsp. moravicum    | zakazy dotyczą także gospodarki rolnej, leśnej i rybackiej | 1983                                                            |                          |
| tojad sudecki                                   | Aconitum callibotryon               | – | 1983                                                            |                          |
| tojad taurycki                                  | Aconitum tauricum                   | – | 1983                                                            |                          |
| tojad wiechowaty                                | Aconitum paniculatum                | zakazy dotyczą także gospodarki rolnej, leśnej i rybackiej | 1983                                                            |                          |
| tojad wschodniokarpacki                         | Aconitum lasiocarpum                | – | 1983                                                            |                          |
| włosienicznik Baudota                           | Batrachium baudotii                 | zakazy dotyczą także gospodarki rolnej, leśnej i rybackiej | 2004                                                            |                          |
| włosienicznik pędzelkowaty                      | Batrachium penicillatum             | zakazy dotyczą także gospodarki rolnej, leśnej i rybackiej | 2004                                                            |                          |
| jezierzowate Najadaceae                         |                                     | |                                                                 |                          |
| jezierza giętka                                 | Najas flexilis                      | wymaga ochrony czynnej, zakazy dotyczą także gospodarki rolnej, leśnej i rybackiej | 2001                                                            |                          |
| jezierza mniejsza                               | Najas minor                         | – | 2004                                                            |                          |
| kłokoczkowate Staphyleaceae                     |                                     | |                                                                 |                          |
| kłokoczka południowa                            | Staphylea pinnata                   | zakazy dotyczą także gospodarki rolnej, leśnej i rybackiej | 1957                                                            |                          |
| komosowate Chenopodiaceae                       |                                     | |                                                                 |                          |
| łoboda zdobna                                   | Atriplex calotheca                  | – | 2014                                                            |                          |
| soliród zielny                                  | Salicornia europaea                 | – | 2004                                                            |                          |
| kosaćcowate Iridaceae                           |                                     | |                                                                 |                          |
| kosaciec bezlistny                              | Iris aphylla                        | wymaga ochrony czynnej | 1946                                                            |                          |
| kosaciec syberyjski                             | Iris sibirica                       | wymaga ochrony czynnej | 1946                                                            |                          |
| mieczyk błotny                                  | Gladiolus paluster                  | wymaga ochrony czynnej, zakazy dotyczą także gospodarki rolnej, leśnej i rybackiej | 1983                                                            |                          |
| mieczyk dachówkowaty                            | Gladiolus imbricatus                | wymaga ochrony czynnej | 1983                                                            |                          |
| kotewkowate Trapaceae                           |                                     | |                                                                 |                          |
| kotewka orzech wodny                            | Trapa natans                        | wymaga ochrony czynnej, zakazy dotyczą także gospodarki rolnej, leśnej i rybackiej | 1946                                                            |                          |
| krwawnicowate Lythraceae                        |                                     | |                                                                 |                          |
| krwawnica wąskolistna                           | Lythrum hyssopifolia                | – | 2014                                                            |                          |
| krzyżowe Brassicaceae                           |                                     | |                                                                 |                          |
| pszonak pieniński                               | Erysimum pieninicum                 | wymaga ochrony czynnej, zakazy dotyczą także gospodarki rolnej, leśnej i rybackiej | 2001                                                            |                          |
| rukiew drobnolistna                             | Nasturtium microphyllum             | zakazy dotyczą także gospodarki rolnej, leśnej i rybackiej | 2004                                                            |                          |
| warzucha polska                                 | Cochlearia polonica                 | wymaga ochrony czynnej, zakazy dotyczą także gospodarki rolnej, leśnej i rybackiej. Wymaga wyznaczenia strefy ochrony obejmującej stanowisko wraz z ostoją o promieniu do 50 m od jego granic                               | 1983                                                            |                          |
| warzucha tatrzańska                             | Cochlearia tatrae                   | zakazy dotyczą także gospodarki rolnej, leśnej i rybackiej | 2004                                                            |                          |
| liliowate Liliaceae (w dawnym, szerokim ujęciu) |                                     | |                                                                 |                          |
| ciemiężyca biała                                | Veratrum album                      | wymaga ochrony czynnej | 1995                                                            |                          |
| ciemiężyca czarna                               | Veratrum nigrum                     | zakazy dotyczą także gospodarki rolnej, leśnej i rybackiej. Wymaga wyznaczenia strefy ochrony obejmującej stanowisko wraz z ostoją o promieniu do 50 m od jego granic                                                       | 1995                                                            |                          |
| czosnek syberyjski                              | Allium sibiricum                    | – | 2004                                                            |                          |
| kosatka kielichowa                              | Tofieldia calyculata                | wymaga ochrony czynnej | 1983                                                            |                          |
| lilia bulwkowata                                | Lilium bulbiferum                   | wymaga ochrony czynnej | 2004                                                            |                          |
| lilia złotogłów                                 | Lilium martagon                     | – | 1946                                                            |                          |
| pajęcznica liliowata                            | Anthericum liliago                  | wymaga ochrony czynnej | 1957                                                            |                          |
| szachownica kostkowata                          | Fritillaria meleagris               | wymaga ochrony czynnej | 1946                                                            |                          |
| szafirek miękkolistny                           | Muscari comosum                     | wymaga ochrony czynnej | 2004                                                            |                          |
| śniedek cienkolistny                            | Ornithogalum collinum               | wymaga ochrony czynnej | 2004                                                            |                          |
| lnowate Linaceae                                |                                     | |                                                                 |                          |
| len austriacki                                  | Linum austriacum                    | – | 2004                                                            |                          |
| len włochaty                                    | Linum hirsutum                      | wymaga ochrony czynnej | 1983                                                            |                          |
| len złocisty                                    | Linum flavum                        | wymaga ochrony czynnej | 1983                                                            |                          |
| lobeliowate Lobeliaceae                         |                                     | |                                                                 |                          |
| lobelia jeziorna                                | Lobelia dortmanna                   | zakazy dotyczą także gospodarki rolnej, leśnej i rybackiej | 1983                                                            |                          |
| marzanowate Rubiaceae                           |                                     | |                                                                 |                          |
| przytulia krakowska                             | Galium cracoviense                  | wymaga ochrony czynnej, zakazy dotyczą także gospodarki rolnej, leśnej i rybackiej | 2001                                                            |                          |
| przytulia stepowa                               | Galium valdepilosum                 | wymaga ochrony czynnej | 2012                                                            |                          |
| przytulia sudecka                               | Galium sudeticum                    | wymaga ochrony czynnej, zakazy dotyczą także gospodarki rolnej, leśnej i rybackiej | 2012                                                            |                          |
| motylkowate Fabaceae                            |                                     | |                                                                 |                          |
| groszek szerokolistny                           | Lathyrus latifolius                 | wymaga ochrony czynnej | 1995                                                            |                          |
| groszek wielkoprzylistkowy                      | Lathyrus pisiformis                 | wymaga ochrony czynnej | 2004                                                            |                          |
| ostrołódka kosmata                              | Oxytropis pilosa                    | wymaga ochrony czynnej | 1983                                                            |                          |
| ostrołódka polna                                | Oxytropis campestris                | zakazy dotyczą także gospodarki rolnej, leśnej i rybackiej | 2014                                                            |                          |
| szczodrzeniec zmienny                           | Chamaecytisus albus                 | wymaga ochrony czynnej | 1983                                                            |                          |
| szyplin jedwabisty                              | Dorycnium germanicum                | wymaga ochrony czynnej | 2014                                                            |                          |
| obrazkowate Araceae                             |                                     | |                                                                 |                          |
| obrazki plamiste                                | Arum maculatum                      | zakazy dotyczą także gospodarki rolnej, leśnej i rybackiej | 2001                                                            |                          |
| pierwiosnkowate Primulaceae                     |                                     | |                                                                 |                          |
| cyklamen purpurowy                              | Cyclamen purpurascens               | zakazy dotyczą także gospodarki rolnej, leśnej i rybackiej | 2001                                                            |                          |
| jarnik solankowy                                | Samolus valerandi                   | zakazy dotyczą także gospodarki rolnej, leśnej i rybackiej | 2014                                                            |                          |
| mlecznik nadmorski                              | Glaux maritima                      | wymaga ochrony czynnej | 1983                                                            |                          |
| pierwiosnek bezłodygowy                         | Primula vulgaris                    | – | 2004                                                            |                          |
| pierwiosnek łyszczak                            | Primula auricula                    | zakazy dotyczą także gospodarki rolnej, leśnej i rybackiej | 2004                                                            |                          |
| pierwiosnek maleńki                             | Primula minima                      | – | 2004                                                            |                          |
| pierwiosnek omączony                            | Primula farinosa                    | – | 1983                                                            |                          |
| pływaczowate Lentibulariaceae                   |                                     | |                                                                 |                          |
| pływacz                                         | Utricularia stygia                  | zakazy dotyczą także gospodarki rolnej, leśnej i rybackiej | 2004                                                            |                          |
| pływacz Brema                                   | Utricularia bremii                  | zakazy dotyczą także gospodarki rolnej, leśnej i rybackiej | 2004                                                            |                          |
| pływacz drobny                                  | Utricularia minor                   | zakazy dotyczą także gospodarki rolnej, leśnej i rybackiej | 2004                                                            |                          |
| pływacz krótkoostrogowy                         | Utricularia ochroleuca              | – | 2004                                                            |                          |
| pływacz średni                                  | Utricularia intermedia              | – | 2004                                                            |                          |
| pływacz zachodni                                | Utricularia australis               | – | 2004                                                            |                          |
| tłustosz alpejski                               | Pinguicula alpina                   | zakazy dotyczą także gospodarki rolnej, leśnej i rybackiej | 2001                                                            |                          |
| tłustosz pospolity                              | Pinguicula vulgaris                 | zakazy dotyczą także gospodarki rolnej, leśnej i rybackiej | 2001                                                            |                          |
| portulakowate Portulacaceae                     |                                     | |                                                                 |                          |
| zdrojek błyszczący                              | Montia fontana                      | zakazy dotyczą także gospodarki rolnej, leśnej i rybackiej | 2004                                                            |                          |
| rdestnicowate Potamogetonaceae                  |                                     | |                                                                 |                          |
| rdestniczka gęsta                               | Groenlandia densa                   | wymaga ochrony czynnej, zakazy dotyczą także gospodarki rolnej, leśnej i rybackiej | 2004                                                            |                          |
| rosiczkowate Droseraceae                        |                                     | |                                                                 |                          |
| aldrowanda pęcherzykowata                       | Aldrovanda vesiculosa               | wymaga ochrony czynnej, zakazy dotyczą także gospodarki rolnej, leśnej i rybackiej. Wymaga wyznaczenia strefy ochrony obejmującej cały zbiornik wodny, w którym występuje                                                   | 2001                                                            |                          |
| rosiczka długolistna                            | Drosera anglica                     | zakazy dotyczą także gospodarki rolnej, leśnej i rybackiej | 1983                                                            |                          |
| rosiczka okrągłolistna                          | Drosera rotundifolia                | – | 1983                                                            |                          |
| rosiczka owalna                                 | Drosera × obovata                   | – | 1983                                                            |                          |
| rosiczka pośrednia                              | Drosera intermedia                  | – | 1983                                                            |                          |
| różowate Rosaceae                               |                                     | |                                                                 |                          |
| jarząb brekinia                                 | Sorbus torminalis                   | zakazy dotyczą także gospodarki rolnej, leśnej i rybackiej | 1946                                                            |                          |
| jarząb szwedzki                                 | Sorbus intermedia                   | zakazy dotyczą także gospodarki rolnej, leśnej i rybackiej | 1957                                                            |                          |
| malina moroszka                                 | Rubus chamaemorus                   | – | 1983                                                            |                          |
| pięciornik drobnokwiatowy                       | Potentilla mircantha                | – | 2014                                                            |                          |
| pięciornik płonny                               | Potentilla sterilis                 | zakazy dotyczą także gospodarki rolnej, leśnej i rybackiej | 2014                                                            |                          |
| pięciornik skalny                               | Potentilla rupestris                | – | 2014                                                            |                          |
| pięciornik śląski                               | Potentilla silesiaca                | wymaga ochrony czynnej, zakazy dotyczą także gospodarki rolnej, leśnej i rybackiej | 2001                                                            |                          |
| róża francuska                                  | Rosa gallica                        | wymaga ochrony czynnej | 2004                                                            |                          |
| rzepik szczeciniasty                            | Agrimonia pilosa                    | zakazy dotyczą także gospodarki rolnej, leśnej i rybackiej | 2004                                                            |                          |
| tawuła średnia                                  | Spiraea media                       | zakazy dotyczą także gospodarki rolnej, leśnej i rybackiej | 2004                                                            |                          |
| rutowate Rutaceae                               |                                     | |                                                                 |                          |
| dyptam jesionolistny                            | Dictamnus albus                     | wymaga ochrony czynnej, zakazy dotyczą także gospodarki rolnej, leśnej i rybackiej | 1983                                                            |                          |
| sandałowcowate Santalaceae                      |                                     | |                                                                 |                          |
| leniec alpejski                                 | Thesium alpinum                     | zakazy dotyczą także gospodarki rolnej, leśnej i rybackiej | 2014                                                            |                          |
| leniec bezpodkwiatkowy                          | Thesium ebracteatum                 | wymaga ochrony czynnej, zakazy dotyczą także gospodarki rolnej, leśnej i rybackiej | 2001                                                            |                          |
| skalnicowate Saxifragaceae                      |                                     | |                                                                 |                          |
| skalnica darniowa bazaltowa                     | Saxifraga moschata subsp. balsatica | zakazy dotyczą także gospodarki rolnej, leśnej i rybackiej | 2014                                                            |                          |
| skalnica torfowiskowa                           | Saxifraga hirculus                  | zakazy dotyczą także gospodarki rolnej, leśnej i rybackiej | 2001                                                            |                          |
| sosnowate Pinaceae                              |                                     | |                                                                 |                          |
| sosna błotna                                    | Pinus × rhaetica                    | zakazy dotyczą także gospodarki rolnej, leśnej i rybackiej | 1983                                                            |                          |
| storczykowate Orchidaceae                       |                                     | |                                                                 |                          |
| buławnik czerwony                               | Cephalanthera rubra                 | – | 1946                                                            |                          |
| buławnik wielkokwiatowy                         | Cephalanthera damasonium            | – | 1946                                                            |                          |
| buławnik mieczolistny                           | Cephalanthera longifolia            | – | 1946                                                            |                          |
| dwulistnik muszy                                | Ophrys insectifera                  | wymaga ochrony czynnej | 1946                                                            |                          |
| gołek białawy                                   | Leucorchis albida                   | – | 1946                                                            |                          |
| gółka długoostrogowa                            | Gymnadenia conopsea                 | wymaga ochrony czynnej | 1946                                                            |                          |
| gółka wonna                                     | Gymnadenia odoratissima             | – | 1946                                                            |                          |
| koślaczek stożkowaty                            | Anacamptis pyramidalis              | zakazy dotyczą także gospodarki rolnej, leśnej i rybackiej | 1946 (z wyjątkiem lat 2001–2012, kiedy był uznawany za wymarły) |                          |
| kręczynka jesienna                              | Spiranthes spiralis                 | wymaga ochrony czynnej | 1946                                                            |                          |
| kruszczyk błotny                                | Epipactis palustris                 | – | 1946                                                            |                          |
| kruszczyk drobnolistny                          | Epipactis microphylla               | – | 1946                                                            |                          |
| kruszczyk Muellera                              | Epipactis muelleri                  | – | 1946                                                            |                          |
| kruszczyk ostropłatkowy                         | Epipactis leptochila                | – | 1946                                                            |                          |
| kruszczyk połabski                              | Epipactis albensis                  | – | 1946                                                            |                          |
| kruszczyk siny                                  | Epipactis purpurata                 | – | 1946                                                            |                          |
| kukuczka kapturkowata                           | Neottianthe cucullata               | zakazy dotyczą także gospodarki rolnej, leśnej i rybackiej. Wymaga wyznaczenia strefy ochrony obejmującej stanowisko wraz z ostoją o promieniu do 50 m od jego granic                                                       | 1946                                                            |                          |
| kukułka bałtycka                                | Dactylorhiza baltica                | wymaga ochrony czynnej | 1946                                                            |                          |
| kukułka bzowa                                   | Dactylorhiza sambucina              | wymaga ochrony czynnej | 1946                                                            |                          |
| kukułka Fuchsa                                  | Dactylorhiza fuchsii                | wymaga ochrony czynnej | 1946                                                            |                          |
| kukułka Russowa                                 | Dactylorhiza russowii               | wymaga ochrony czynnej | 1946                                                            |                          |
| kukułka Ruthego                                 | Dactylorhiza ruthei                 | wymaga ochrony czynnej | 1946                                                            |                          |
| kukułka Traunsteinera                           | Dactylorhiza traunsteineri          | wymaga ochrony czynnej | 1946                                                            |                          |
| lipiennik Loesela                               | Liparis loeselii                    | wymaga ochrony czynnej, zakazy dotyczą także gospodarki rolnej, leśnej i rybackiej | 1946                                                            |                          |
| listera sercowata                               | Listera cordata                     | – | 1946                                                            |                          |
| miodokwiat krzyżowy                             | Herminium monorchis                 | zakazy dotyczą także gospodarki rolnej, leśnej i rybackiej. Wymaga wyznaczenia strefy ochrony obejmującej całe torfowisko, na którym występuje                                                                              | 1946                                                            |                          |
| obuwik pospolity                                | Cypripedium calceolus               | wymaga ochrony czynnej, zakazy dotyczą także gospodarki rolnej, leśnej i rybackiej | 1946                                                            |                          |
| ozorka zielona                                  | Coeloglossum viride                 | wymaga ochrony czynnej | 1946                                                            |                          |
| potrostek alpejski                              | Chamorchis alpina                   | – | 1946                                                            |                          |
| storczyca kulista                               | Traunsteinera globosa               | wymaga ochrony czynnej | 1946                                                            |                          |
| storczyk blady                                  | Orchis pallens                      | wymaga ochrony czynnej | 1946                                                            |                          |
| storczyk błotny                                 | Orchis palustris                    | wymaga ochrony czynnej | 1946                                                            |                          |
| storczyk cuchnący                               | Orchis coriophora                   | wymaga ochrony czynnej | 1946                                                            |                          |
| storczyk drobnokwiatowy                         | Orchis ustulata                     | wymaga ochrony czynnej | 1946                                                            |                          |
| storczyk drobnokwiatowy                         | Orchis ustulata                     | wymaga ochrony czynnej | 1946                                                            |                          |
| storczyk kukawka                                | Orchis militaris                    | wymaga ochrony czynnej | 1946                                                            |                          |
| storczyk męski                                  | Orchis mascula                      | wymaga ochrony czynnej | 1946                                                            |                          |
| storczyk purpurowy                              | Orchis purpurea                     | wymaga ochrony czynnej | 1946                                                            |                          |
| storczyk samczy (s. samiczy)                    | Orchis morio                        | wymaga ochrony czynnej, zakazy dotyczą także gospodarki rolnej, leśnej i rybackiej | 1946                                                            |                          |
| storczyk trójzębny                              | Orchis tridentata                   | wymaga ochrony czynnej, zakazy dotyczą także gospodarki rolnej, leśnej i rybackiej | 1946                                                            |                          |
| storzan bezlistny                               | Epipogium aphyllum                  | zakazy dotyczą także gospodarki rolnej, leśnej i rybackiej | 1946                                                            |                          |
| tajęża jednostronna                             | Goodyera repens                     | – | 1946                                                            |                          |
| wątlik błotny                                   | Hammarbya paludosa                  | – | 1946                                                            |                          |
| wyblin jednolistny                              | Malaxis monophyllos                 | – | 1946                                                            |                          |
| żłobik koralowy                                 | Corallorhiza trifida                | – | 1946                                                            |                          |
| szczeciowate Dipsacaceae                        |                                     | |                                                                 |                          |
| czarcikęsik Kluka                               | Succisella inflexa                  | wymaga ochrony czynnej | 2004                                                            |                          |
| szorstkolistne Boraginaceae                     |                                     | |                                                                 |                          |
| niezapominajka wczesna                          | Myosotis praecox                    | – | 2014                                                            |                          |
| żmijowiec czerwony                              | Echium russicum                     | wymaga ochrony czynnej, zakazy dotyczą także gospodarki rolnej, leśnej i rybackiej | 1983                                                            |                          |
| trawy Poaceae                                   |                                     | |                                                                 |                          |
| koleantus delikatny                             | Coleanthus subtilis                 | zakazy dotyczą także gospodarki rolnej, leśnej i rybackiej | 2004                                                            |                          |
| kostrzewa ametystowa                            | Festuca amethystina                 | – | 2004                                                            |                          |
| kostrzewa blada                                 | Festuca pallens                     | wymaga ochrony czynnej, zakazy dotyczą także gospodarki rolnej, leśnej i rybackiej | 2014                                                            |                          |
| ostnica Jana                                    | Stipa joannis                       | wymaga ochrony czynnej | 1983                                                            |                          |
| ostnica piaskowa                                | Stipa borysthenica                  | wymaga ochrony czynnej | 1983                                                            |                          |
| ostnica powabna                                 | Stipa pulcherrima                   | wymaga ochrony czynnej | 1983                                                            |                          |
| ostnica włosowata                               | Stipa capillata                     | wymaga ochrony czynnej | 1946                                                            |                          |
| perłówka siedmiogrodzka                         | Melica transsilvanica               | – | 2004                                                            |                          |
| wiechlina granitowa                             | Poa granitica                       | – | 2001                                                            |                          |
| trędownikowate Scrophulariaceae                 |                                     | |                                                                 |                          |
| gnidosz dwubarwny                               | Pedicularis oederi                  | zakazy dotyczą także gospodarki rolnej, leśnej i rybackiej | 2004                                                            |                          |
| gnidosz Hacqueta                                | Pedicularis hacquetii               | zakazy dotyczą także gospodarki rolnej, leśnej i rybackiej | 2004                                                            |                          |
| gnidosz królewski                               | Pedicularis sceptrum-carolinum      | – | 1983                                                            |                          |
| gnidosz okółkowy                                | Pedicularis verticillata            | zakazy dotyczą także gospodarki rolnej, leśnej i rybackiej | 2004                                                            |                          |
| gnidosz sudecki                                 | Pedicularis sudetica                | zakazy dotyczą także gospodarki rolnej, leśnej i rybackiej | 2001                                                            |                          |
| lindernia mułowa                                | Lindernia procumbens                | zakazy dotyczą także gospodarki rolnej, leśnej i rybackiej | 2001                                                            |                          |
| lnica wonna                                     | Linaria odora                       | zakazy dotyczą także gospodarki rolnej, leśnej i rybackiej | 2001                                                            |                          |
| pszeniec grzebieniasty                          | Melampyrum cristatum                | – | 2014                                                            |                          |
| tocja alpejska                                  | Tozzia alpina                       | zakazy dotyczą także gospodarki rolnej, leśnej i rybackiej | 2004                                                            |                          |
| turzycowate Cyperaceae                          |                                     | |                                                                 |                          |
| cibora Michela                                  | Cyperus michelianus                 | – | 2014                                                            |                          |
| cibora żółta                                    | Cyperus flavescens                  | zakazy dotyczą także gospodarki rolnej, leśnej i rybackiej | 2014                                                            |                          |
| kłoć wiechowata                                 | Cladium mariscus                    | zakazy dotyczą także gospodarki rolnej, leśnej i rybackiej | 2004                                                            |                          |
| marzyca czarniawa                               | Schoenus nigricans                  | – | 2004                                                            |                          |
| marzyca ruda                                    | Schoenus ferrugineus                | – | 2004                                                            |                          |
| oczeret sztyletowaty                            | Schoenoplectus mucronatus           | – | 2014                                                            |                          |
| ponikło kraińskie                               | Eleocharis carniolica               | zakazy dotyczą także gospodarki rolnej, leśnej i rybackiej | 2004                                                            |                          |
| ponikło maleńkie                                | Eleocharis parvula                  | – | 2014                                                            |                          |
| ponikło wielołodygowe                           | Eleocharis multicaulis              | – | 2004                                                            |                          |
| przygiełka brunatna                             | Rhynchospora fusca                  | – | 2004                                                            |                          |
| turzyca Buxbauma                                | Carex buxbaumii                     | – | 2014                                                            |                          |
| turzyca Davalla                                 | Carex davalliana                    | wymaga ochrony czynnej | 2004                                                            |                          |
| turzyca delikatna                               | Carex supina                        | – | 2004                                                            |                          |
| turzyca patagońska                              | Carex magellanica                   | – | 2004                                                            |                          |
| turzyca pchla                                   | Carex pulicaris                     | wymaga ochrony czynnej | 2004                                                            |                          |
| turzyca rozsunięta                              | Carex divulsa                       | – | 2004                                                            |                          |
| turzyca strunowa                                | Carex chordorrhiza                  | – | 2004                                                            |                          |
| turzyca torfowa                                 | Carex heleonastes                   | zakazy dotyczą także gospodarki rolnej, leśnej i rybackiej | 2014                                                            |                          |
| turzyca życicowa                                | Carex loliacea                      | – | 2004                                                            |                          |
| turzyca żytowata                                | Carex secalina                      | wymaga ochrony czynnej | 2004                                                            |                          |
| wełnianka delikatna                             | Eriophorum gracile                  | – | 2004                                                            |                          |
| wargowe Lamiaceae                               |                                     | |                                                                 |                          |
| macierzanka wczesna                             | Thymus praecox                      | wymaga ochrony czynnej | 2014                                                            |                          |
| pszczelnik wąskolistny                          | Dracocephalum ruyschiana            | – | 2001                                                            |                          |
| wawrzynkowate Thymelaeaceae                     |                                     | |                                                                 |                          |
| wawrzynek główkowy                              | Daphne cneorum                      | wymaga ochrony czynnej, zakazy dotyczą także gospodarki rolnej, leśnej i rybackiej | 1946                                                            |                          |
| wielosiłowate Polemoniaceae                     |                                     | |                                                                 |                          |
| wielosił błękitny                               | Polemonium coeruleum                | wymaga ochrony czynnej | 1995                                                            |                          |
| wierzbowate Salicaceae                          |                                     | |                                                                 |                          |
| wierzba borówkolistna                           | Salix myrtilloides                  | wymaga ochrony czynnej, zakazy dotyczą także gospodarki rolnej, leśnej i rybackiej | 1983                                                            |                          |
| wierzba lapońska                                | Salix lapponum                      | – | 1983                                                            |                          |
| wilczomleczowate Euphorbiaceae                  |                                     | |                                                                 |                          |
| wilczomlecz pstry                               | Euphorbia epithymoides              | zakazy dotyczą także gospodarki rolnej, leśnej i rybackiej | 2004                                                            |                          |
| woskownicowate Myricaceae                       |                                     | |                                                                 |                          |
| woskownica europejska                           | Myrica gale                         | wymaga ochrony czynnej, zakazy dotyczą także gospodarki rolnej, leśnej i rybackiej | 1983                                                            |                          |
| wrzosowate Ericaceae                            |                                     | |                                                                 |                          |
| chamedafne północna                             | Chamaedaphne calyculata             | zakazy dotyczą także gospodarki rolnej, leśnej i rybackiej | 1946                                                            |                          |
| mącznica lekarska                               | Arctostaphylos uva-ursi             | – | 2001                                                            |                          |
| różanecznik żółty                               | Rhododendron luteum                 | wymaga ochrony czynnej, zakazy dotyczą także gospodarki rolnej, leśnej i rybackiej | 1946                                                            |                          |
| wrzosiec bagienny                               | Erica tetralix                      | zakazy dotyczą także gospodarki rolnej, leśnej i rybackiej | 1983                                                            |                          |
| złożone Asteraceae                              |                                     | |                                                                 |                          |
| arnika górska                                   | Arnica montana                      | wymaga ochrony czynnej | 2004                                                            |                          |
| aster gawędka                                   | Aster amellus                       | wymaga ochrony czynnej | 2004                                                            |                          |
| aster solny                                     | Aster tripolium                     | wymaga ochrony czynnej | 2004                                                            |                          |
| chryzantema Zawadzkiego                         | Dendranthema zawadzkii              | zakazy dotyczą także gospodarki rolnej, leśnej i rybackiej | 2001                                                            |                          |
| dziewięćsił popłocholistny                      | Carlina onopordifolia               | wymaga ochrony czynnej, zakazy dotyczą także gospodarki rolnej, leśnej i rybackiej | 1946                                                            |                          |
| języczka syberyjska                             | Ligularia sibirica                  | wymaga ochrony czynnej, zakazy dotyczą także gospodarki rolnej, leśnej i rybackiej | 2001                                                            |                          |
| mniszek pieniński                               | Taraxacum pieninicum                | zakazy dotyczą także gospodarki rolnej, leśnej i rybackiej | 2014                                                            |                          |
| ożota zwyczajna                                 | Linosyris vulgaris                  | – | 1983                                                            |                          |
| przymiotno węgierskie                           | Erigeron hungaricus                 | zakazy dotyczą także gospodarki rolnej, leśnej i rybackiej | 2014                                                            |                          |
| sierpik różnolistny                             | Serratula lycopifolia               | wymaga ochrony czynnej, zakazy dotyczą także gospodarki rolnej, leśnej i rybackiej | 2004                                                            |                          |
| szarotka alpejska                               | Leontopodium alpinum                | zakazy dotyczą także gospodarki rolnej, leśnej i rybackiej | 1946                                                            |                          |
| wężymord stepowy                                | Scorzonera purpurea                 | wymaga ochrony czynnej | 1983                                                            |                          |
| zosterowate Zosteraceae                         |                                     | |                                                                 |                          |
| zostera morska                                  | Zostera marina                      | – | 2004                                                            |                          |
| żabieńcowate Alismataceae                       |                                     | |                                                                 |                          |
| elisma wodna                                    | Luronium natans                     | zakazy dotyczą także gospodarki rolnej, leśnej i rybackiej. Wymaga wyznaczenia strefy ochrony obejmującej cały zbiornik wodny, w którym występuje                                                                           | 2001                                                            |                          |
| kaldezja dziewięciornikowata                    | Caldesia parnassifolia              | wymaga ochrony czynnej, zakazy dotyczą także gospodarki rolnej, leśnej i rybackiej. Wymaga wyznaczenia strefy ochrony obejmującej cały zbiornik wodny, w którym występuje, wraz z ostoją o promieniu do 50 m od jego granic | 2001                                                            |                          |
| żabiściekowate Hydrocharitaceae                 |                                     | |                                                                 |                          |
| przesiąkra okółkowa                             | Hydrilla verticillata               | zakazy dotyczą także gospodarki rolnej, leśnej i rybackiej | 2012                                                            |                          |